# Ampycella fortunata
Espèce
Ampycella fortunata est une espèce d'opilions laniatores de la famille des Ampycidae.

## Distribution
Cette espèce est endémique du département de Valle del Cauca en Colombie. Elle se rencontre vers Buenaventura.

## Description
Le mâle holotype mesure 3,5 mm et la femelle paratype 3,5 mm.

## Systématique et taxinomie
Cette espèce a été décrite par Villarreal, Ahumada-Cabarcas et Delgado-Santa en 2023.

## Publication originale
- Villarreal, Ahumada-C. & Delgado-Santa, 2023 : « Mapping the distribution of armored harvestmen (Opiliones, Laniatores) in Colombia: updated list of species, taxonomic contributions, and insight of diversity in protected areas. » ZooKeys, vol. 1175, p. 223–284 (texte intégral).